# Juan Camilo Zúñiga
Juan Camilo Zúniga Móquera(phát âm tiếng Tây Ban Nha: [ˈxwaŋ kaˈmilo ˈsuɲiɣa mosˈkeɾa]; sinh ngày 14 tháng 12 năm 1985) là một cựu hậu vệ cánh bóng đá người Colombia. Zúñiga từng thi đấu cho Siena và Napoli, giành hai Coppa Italia với Napoli; anh được Napoli đem cho mượn tại Bologna và Watford năm 2016. Zúñiga cùng Đội tuyển bóng đá quốc gia Colombia tham dự Giải vô địch bóng đá thế giới 2014, cũng như ba kỳ Cúp bóng đá Nam Mỹ.

## Bàn thắng quốc tế
Scores and results lists Colombia's goal tally first.
| #  | Ngày               | Địa điểm                                                     | Đối thủ | Bàn thắng | Kết quả | Giải đấu                 |
| -- | ------------------ | ------------------------------------------------------------ | ------- | --------- | ------- | ------------------------ |
| 1. | 7 tháng 9 năm 2012 | Sân vận động đô thị Roberto Meléndez, Barranquilla, Colombia | Uruguay | 4–0       | 4–0     | Vòng loại World Cup 2014 |